# Long Island Nets
I Long Island Nets sono una squadra di pallacanestro di New York, che milita nella NBA Development League, il campionato professionistico di sviluppo della National Basketball Association.

## Storia della franchigia
La franchigia venne creata a New York nel novembre del 2015 con la presentazione del logo e del nome.

## Squadre NBA affiliate
I Long Island Nets sono affiliati alle seguenti squadre NBA: i Brooklyn Nets.

## Record stagione per stagione
| Long Island Nets |                |                |     |     |      | |  |
| 2016-17          | Atlantic       | 5°             | 17  | 33  | 34,0 | |  |
| 2017-18          | Atlantic       | 3°             | 27  | 23  | 54,0 | |  |
| 2018-19          | Atlantic       | 1°             | 34  | 16  | 68,0 | vincono semifinali di Conference (Raptors) 112-99 vincono finali di Conference (Lakeland) 108-106 perdono D-League Finals (Rio Grande Valley) 1-2    |  |
| 2019-20          | Atlantic       | 4°             | 19  | 23  | 45,2 | |  |
| 2020-21          | -              | 10°            | 7   | 8   | 46,7 | |  |
| 2021-22          | Eastern        | 6°             | 18  | 15  | 54,5 | perdono quarti di finale di Conference (Blue Coats) 116-133                                                                                          |  |
| 2022-23          | Eastern        | 1°             | 23  | 9   | 71,9 | vincono semifinali di Conference (Charge) 111-107 perdono finali di Conference (Blue Coats) 94-108                                                   |  |
| 2023-24          | Eastern        | 5°             | 19  | 15  | 55,9 | vincono quarti di finale di Conference (Go-Go) 120-118 vincono semifinali di Conference (Magic) 120-112 perdono finali di Conference (Celtics) 77-99 |  |
| Regular season   | Regular season | Regular season | 164 | 142 | 53,6 | |  |
| Play-off         | Play-off       | Play-off       | 6   | 5   | 54,5 | |  |